# Oliver Ackland
Oliver Ackland (Sídney, Nueva Gales del Sur; 9 de noviembre de 1979) es un actor australiano principalmente conocido por haber interpretado a Vince Frasca en Outriders y a Mars en la serie Pirate Island.

## Biografía
En 2009 fue honrado con la primera "Beca de Heath Ledger" otorgada por un grupo de jueces conformado por Nicole Kidman, Hugh Jackman, Michelle Williams y Naomi Watts todos amigos cercanos del fallecido actor Heath Ledger.
Estudió en el Australian Theatre for Young People.

## Carrera
En teatro apareció en la obra "The Birds" en 2000.
En 2003 se unió al elenco de la serie Pirate Islands donde interpretó a Mars. Ese mismo año apareció como invitado en series como Out There, en la exitosa y aclamada serie australiana Home and Away y Always Greener. Un año después apareció en la miniserie Jessica.
En 2011 se unió al elenco de la serie The Slap donde interpretó a Rhys el joven novio de Anouk (Essie Davis). Ese mismo año apareció como personaje recurrente en la miniserie Cloudstreet donde interpretó a Toby Raven.
En 2012 apareció en la película para la televisión The Mystery of a Hansom Cab donde interpretó a Brian Fitzgerald, en ella trabajó junto a los actores junto a John Waters, Chelsie Preston Crayford y Brett Climo.
En 2014 se anunció que Oliver se uniría al elenco principal de la nueva serie Party Tricks donde dará vida a Tom Worland.
En 2015 se unió al elenco recurrente de la tercera temporada de la serie The Originals donde interpreta al vampiro Tristan de Martel, el primer hombre en ser convertido por Elijah Mikaelson (Daniel Gillies) y el hermano mayor de la vampiro Aurora de Martel (Rebecca Breeds).

## Filmografía

### Series de televisión
| Año             | Título         | Personaje         | Notas                                          |
| --------------- | -------------- | ----------------- | ---------------------------------------------- |
| 2015 - presente | The Originals  | Tristan de Martel | 7 episodios - (personaje recurrente)           |
| 2015            | Satisfaction   | Julian            | episodio "...Through Travel"                   |
| 2014            | Party Tricks   | Tom Worland       | 6 episodios                                    |
| 2011            | The Slap       | Rhys              | 2 episodios                                    |
| 2011            | Cloudstreet    | Toby Raven        | 3 episodios                                    |
| 2003            | Out There      | Peter Logan       | 2 episodios                                    |
| 2003            | Pirate Islands | Mars              | 26 episodios                                   |
| 2003            | Home and Away  | Steven Ross       | episodio # 1.3479                              |
| 2003            | Always Greener | Matt Payne        | episodio "Great and Not So Great Expectations" |
| 2002            | Young Lions    | Liam Quinlan      | episodio "Serial Killer: Part 1"               |
| 2001            | Outriders      | Vince Frasca      | 26 episodios                                   |

### Película
| Año  | Título                      | Personaje        | Notas |
| ---- | --------------------------- | ---------------- | --- |
| 2013 | Blinder                     | Tom              | junto a Rose McIver y Anna Hutchison                                                                            |
| 2012 | The Mystery of a Hansom Cab | Brian Fitzgerald | junto a John Waters, Shane Jacobson, Jessica De Gouw, Chelsie Preston Crayford, Felix Williamson y Anna McGahan |
| 2012 | 100 Bloody Acres            | James            | junto a Damon Herriman, John Jarratt, Angus Sampson y Anna McGahan                                              |
| 2011 | Tinman                      | Jim              | corto - junto a Leah Baulch y Rhys Muldoon                                                                      |
| 2011 | 50-50                       | Charlie          | corto - junto a Jessica McNamee y Les Chantery                                                                  |
| 2010 | Wasted on the Young         | Darren           | junto a Adelaide Clemens, Georgina Haig y Alex Russell                                                          |
| 2009 | Emergence                   | Adam             | corto - junto a Pippa Black y Diane Craig                                                                       |
| 2008 | Emerald Falls               | Steve Landers    | junto a Ella Scott Lynch, Georgie Parker, Catherine McClements, Rhys Muldoon y Steve Peacocke                   |
| 2007 | The Bloody Sweet Hit        | Dylan            | corto - junto a Thomas M. Wright y Sullivan Stapleton                                                           |
| 2006 | Eve                         | Jack             | junto a Mia Wasikowska                                                                                          |
| 2005 | The Proposition             | Patrick Hopkins  | junto a Guy Pearce , Danny Huston y Noah Taylor                                                                 |
| 2005 | Cable                       | Pauli            | junto a Simon Westaway                                                                                          |
| 2004 | Jessica                     | Jack Thomas      | junto a Sam Neill, John Howard, Wil Traval, Leeanna Walsman, Tony Martin y Felix Dean                           |